# Metronom Eisenbahngesellschaft

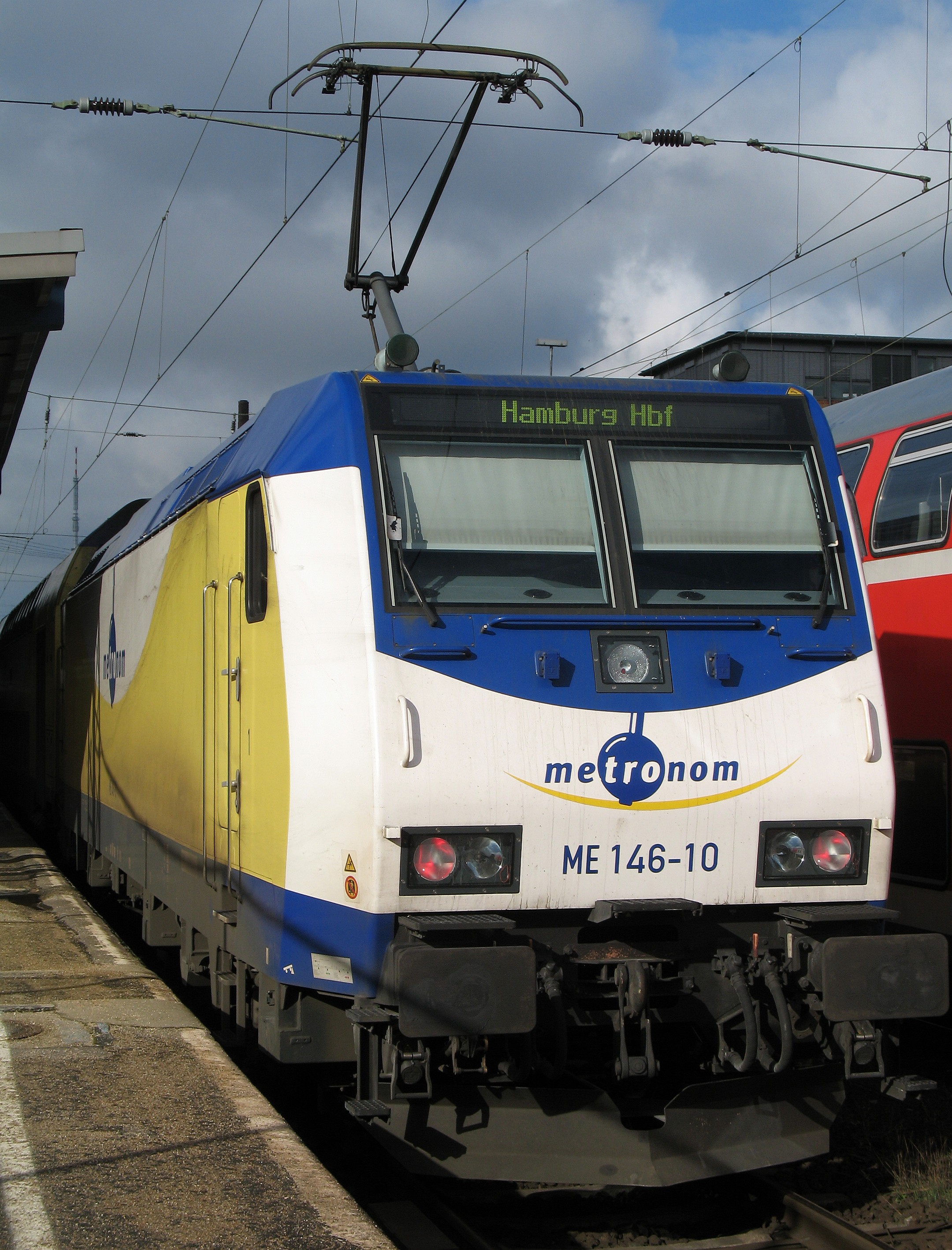
BR 146 na stacji Bremen Hauptbahnhof

sieć linii Metronom (stan: grudzień 2007)

metronom Eisenbahngesellschaft mbH – przedsiębiorstwo zajmujące się kolejowymi przewozami pasażerskimi na terenie Niemiec.
Lokomotywami eksploatowanymi przez Metronom są Baureihe 146 i Traxx P160 DE (Baureihe 246).
Spółka posiada również wagony piętrowe.

## Nazwy lokomotyw Metronom
- ME 146-01 (146 501) – Scheeßel + 60 Jahre Niedersachsen
- ME 146-02 (146 502) – Lüneburg
- ME 146-03 (146 503) – Bienenbüttel
- ME 146-04 (146 504) – Buchholz in der Nordheide
- ME 146-05 (146 505) – Rotenburg (Wümme)
- ME 146-06 (146 506) – Winsen (Luhe)
- ME 146-07 (146 507) – Lauenbrück
- ME 146-08 (146 508) – Uelzen
- ME 146-09 (146 509) – Tostedt
- ME 146-10 (146 510) – Bad Bevensen
- ME 146-11 (146 511) – Einbeck
- ME 146-12 (146 512) – Burgdorf
- ME 146-13 (146 513) – Alfeld (Leine)
- ME 146-14 (146 514) – Sarstedt
- ME 146-15 (146 515) – Elze
- ME 146-16 (146 516) – Celle
- ME 146-17 (146 517) – Langenhagen
- ME 146-18 (146 518) – Großburgwedel + 60 Jahre Niedersachsen
- 91 80 6146 531-9 D-ME (146 531) – Seevetal-Maschen
- 91 80 6146 532-7 D-ME (146 532) – Seevetal-Meckelfeld
- 91 80 6146 533-5 D-ME (146 533) – Bardowick
- 91 80 6146 534-3 D-ME (146 534) – Seevetal-Hittfeld
- 91 80 6146 537-7 D-ME (146 537) – Stelle
- 92 80 1246 002-0 D-BTK (246 002-0) – Buxtehude
- 92 80 1246 003-8 D-BTK (246 003-8) – Cuxhaven
- 92 80 1246 004-6 D-BTK (246 004-6) – Stade
- 92 80 1246 005-3 D-BTK (246 005-3) – Horneburg
- 92 80 1246 006-1 D-BTK (246 006-1) – Otterndorf
- 92 80 1246 007-9 D-BTK (246 007-9) – Himmelpforten

## Obsługiwane linie

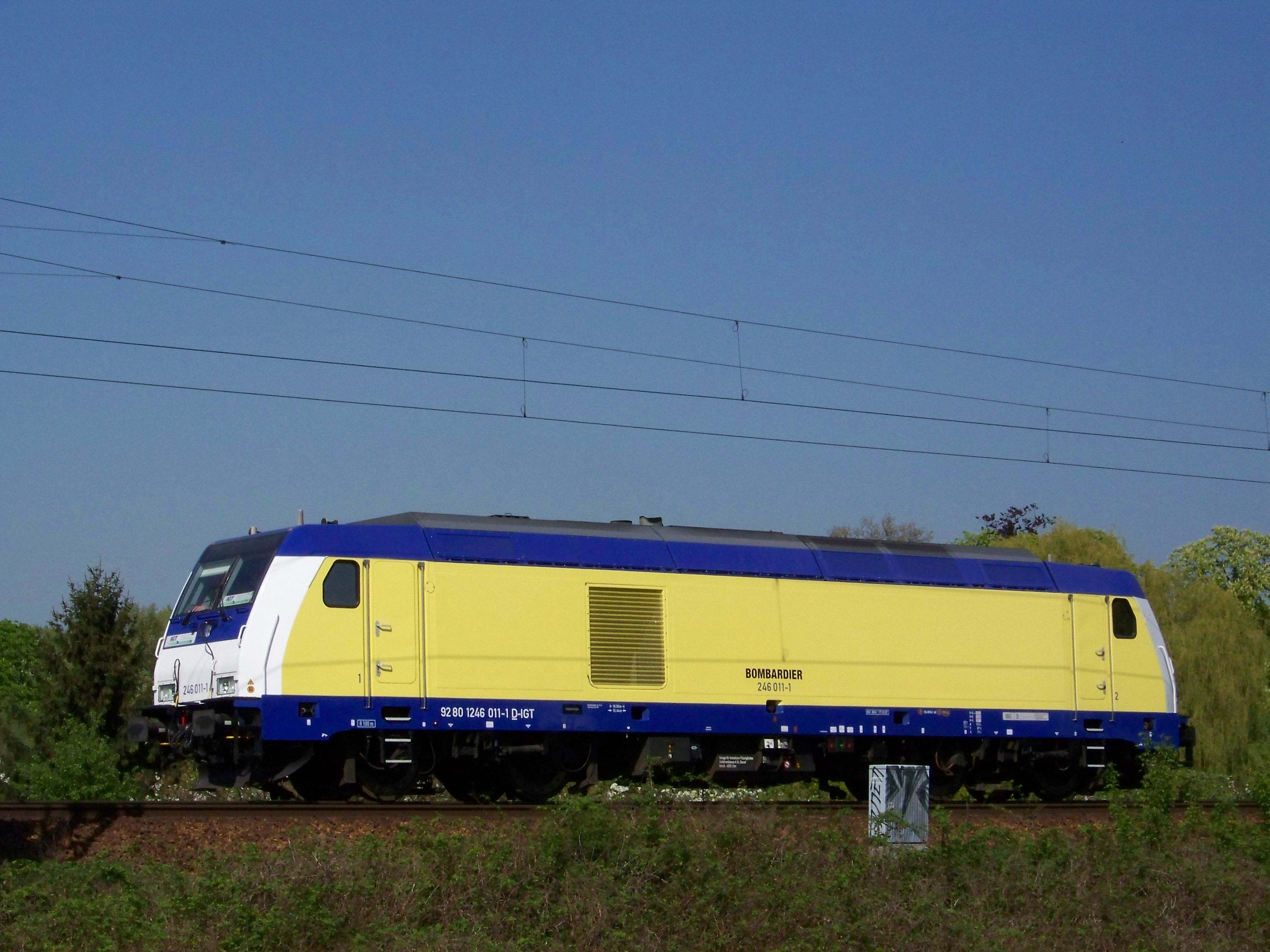
Lokomotywa 246 011-1

| Bremen – Hamburg (KBS 120) | Bremen – Hamburg (KBS 120) |
| Stacje i przystanki        | km                         |
| -------------------------- | -------------------------- |
| Bremen Hauptbahnhof        | 0,0                        |
| Rotenburg (Wümme)          | 42,8                       |
| Scheeßel                   | 52,2                       |
| Lauenbrück                 | 57,9                       |
| Tostedt                    | 72,0                       |
| Buchholz in der Nordheide  | 83,5                       |
| Hamburg-Harburg            | 103,6                      |
| Hamburg Hauptbahnhof       | 115,6                      |
| Hamburg Dammtor            | 117,0                      |
| Hamburg-Altona             | 122,1                      |

| Hamburg – Uelzen – Hannover (KBS 110) | Hamburg – Uelzen – Hannover (KBS 110) |
| Stacje i przystanki                   | km                                    |
| ------------------------------------- | ------------------------------------- |
| Hamburg Hauptbahnhof                  | 0,0                                   |
| Hamburg-Harburg                       | 12,3                                  |
| Winsen (Luhe)                         | 31,2                                  |
| Lüneburg                              | 50,1                                  |
| Bienenbüttel                          | 63,1                                  |
| Bad Bevensen                          | 72,5                                  |
| Uelzen                                | 85,3                                  |
| Suderburg                             | 96,2                                  |
| Unterlüß                              | 108,5                                 |
| Eschede                               | 120,0                                 |
| Celle                                 | 137,7                                 |
| Großburgwedel                         | 157,0                                 |
| Isernhagen                            | 161,4                                 |
| Langenhagen Mitte                     | 169,0                                 |
| Hannover Hauptbahnhof                 | 178,9                                 |

| Hanover – Göttingen (KBS 350) | Hanover – Göttingen (KBS 350) |
| Stacje i przystanki           | km                            |
| ----------------------------- | ----------------------------- |
| Hannover Hauptbahnhof         | 0,0                           |
| Hanower Bismarckstraße        | 3,1                           |
| Hannover Messe/Laatzen        | 8,0                           |
| Rethen (Leine)                | 11,9                          |
| Sarstedt                      | 18,4                          |
| Barnten                       | 22,9                          |
| Nordstemmen                   | 26,5                          |
| Elze (Han)                    | 32,9                          |
| Banteln                       | 39,0                          |
| Alfeld (Leine)                | 50,0                          |
| Freden (Leine)                | 58,7                          |
| Kreiensen                     | 68,8                          |
| Einbeck Salzderhelden         | 76,8                          |
| Northeim (Han)                | 88,6                          |
| Nörten-Hardenberg             | 97,8                          |
| Göttingen                     | 108,1                         |

## Obecne oznaczenia
- 91 80 6146 501-2 D-ME (ME 146-01) – Scheeßel
- 91 80 6146 502-0 D-ME (ME 146-02) – Hansestadt Lüneburg
- 91 80 6146 503-8 D-ME (ME 146-03) – Bienenbüttel
- 91 80 6146 504-6 D-ME (ME 146-04) – Buchholz in der Nordheide
- 91 80 6146 505-3 D-ME (ME 146 05) – Rotenburg (Wümme)
- 91 80 6146 506-1 D-ME (ME 146-06) – Winsen (Luhe)
- 91 80 6146 507-9 D-ME (ME 146-07) – Lauenbrück
- 91 80 6146 508-7 D-ME (ME 146-08) – Uelzen
- 91 80 6146 509-5 D-ME (ME 146-09) – Tostedt
- 91 80 6146 510-3 D-ME (ME 146-10) – Bad Bevensen
- 91 80 6146 511-1 D-ME (ME 146-11) – Einbeck
- 91 80 6146 512-9 D-ME (ME 146-12) – Northeim
- 91 80 6146 513-7 D-ME (ME 146-13) – Alfeld (Leine)
- 91 80 6146 514-5 D-ME (ME 146-14) – Sarstedt
- 91 80 6146 515-2 D-ME (ME 146-15) – Elze
- 91 80 6146 516-0 D-ME (ME 146-16) – Celle
- 91 80 6146 517-8 D-ME (ME 146-17) – Langenhagen
- 91 80 6146 518-6 D-ME (ME 146-18) – Burgwedel
- 91 80 6146 531-9 D-ME (146 531-9) – Seevetal-Maschen
- 91 80 6146 532-7 D-ME (146 532-7) – Seevetal-Meckelfeld
- 91 80 6146 533-5 D-ME (146 533-5) – Bardowick
- 91 80 6146 534-3 D-ME (146 534-3) – Seevetal-Hittfeld
- 91 80 6146 535-0 D-ME (146 535-0) – „Rizzi-Lok”
- 91 80 6146 536-8 D-ME (146 536-8) –
- 91 80 6146 537-7 D-ME (146 537-7) – Stelle
- 91 80 6146 538-4 D-ME (146 538-4) – Rosengarten-Klecken
- 91 80 6146 539-2 D-ME (146 539-2) –

- 92 80 1246 001-2 D-ME (246 001-2) – trägt noch die Bombardier Traxx-Werbung von Bombardier.
- 92 80 1246 002-0 D-ME (246 002-0) – Buxtehude[1]
- 92 80 1246 003-8 D-ME (246 003-8) – Cuxhaven[2]
- 92 80 1246 004-6 D-ME (246 004-6) – Stade[3]
- 92 80 1246 005-3 D-ME (246 005-3) – Horneburg[4]
- 92 80 1246 006-1 D-ME (246 006-1) – Hemmoor[5]
- 92 80 1246 007-9 D-ME (246 007-9) – Himmelpforten[6]
- 92 80 1246 008-7 D-ME (246 008-7) – Otterndorf[7]
- 92 80 1246 009-5 D-ME (246 009-5) –
- 92 80 1246 010-3 D-ME (246 010-3) –